# Arthroleptis carquejai
Arthroleptis carquejai es una especie de anfibios de la familia Arthroleptidae.
Es endémica de Angola.
Sus hábitats naturales son bosques tropicales o subtropicales secos y a baja altitud y zonas antiguamente boscosas ahora degradadas.